# On no ha anat mai cap home
"On no ha anat mai cap home" (títol original en anglès "Where No Man Has Gone Before") és el tercer episodi de la primera temporada de la sèrie de televisió de ciència-ficció estatunidenca Star Trek. Escrit per Samuel A. Peeples i dirigit per James Goldstone, es va emetre per primera vegada el 22 de setembre de 1966.
A l'episodi, després que l’ Enterprise intentés creuar la barrera energètica a la vora de la galàxia, dos membres de la tripulació desenvolupen poderoses habilitats de ESP que amenacen la seguretat de la tripulació.
L'episodi va ser el segon pilot, produït el 1965 després que el primer pilot, "La gàbia", fos rebutjat per NBC. Segons s'informa, Lucille Ball, propietaria de Desilu Productions (on es va produir el pilot), va convèncer la direcció de la NBC perquè considerés un segon pilot, exercint així un acord d'opció especial que tenia amb Desilu, perquè li agradava Gene Roddenberry i va creure en el projecte. Finalment, l'episodi es va emetre tercer en seqüència, i va ser el primer episodi que es va mostrar al Regne Unit per la BBC el 12 de juliol de 1969.
"On no ha anat mai cap home" va ser el primer episodi produït de Star Trek amb William Shatner com a capità James Kirk, James Doohan com a l'enginyer en cap Montgomery Scott i George Takei com el tinent Sulu (en aquest episodi, l'astrocientífic de la nau, el personatge del qual es va convertir en timoner en episodis posteriors). L'episodi també compta amb Sally Kellerman com la doctora Elisabeth Dehner, la psiquiatra de la nau. Aquesta és l'única aparició d'aquest personatge al programa. El títol de l'episodi és la frase final de la veu en off d'obertura, que caracteritza la sèrie i ha entrat a la cultura popular.

## Argument
La USS Enterprise està en una missió exploratòria per abandonar la galàxia. En el camí, es troba un registrador de la nau danyat de la SS Valiant, una nau espacial de la Terra perduda 200 anys abans. El seu registre és incomplet, però revela que la Valiant havia estat escombrada del seu camí per una "tempesta espacial magnètica" i que la tripulació havia buscat frenèticament informació sobre la percepció extrasensorial (ESP) al ordinador de la biblioteca del vaixell. L'enregistrament acaba amb el capità del "Valiant" aparentment donant una ordre d'autodestrucció.
El capità Kirk decideix que necessiten saber què va passar amb el Valiant, i l' Enterprise travessa el límit de la galàxia. Allà, es troba amb una estranya barrera que danya els sistemes de la nau i el motor de curvatura, obligant a retirar-se. Al mateix temps, nou membres de la tripulació moren i tant el timoner Gary Mitchell (Gary Lockwood) i la psiquiatre de la nau Dr. Elizabeth Dehner (Sally Kellerman) queden inconscients per l'efecte de la barrera. Quan es desperten, els ulls de Mitchell brillen de plata i comença a mostrar poders psíquics notables.
Mitchell es torna cada cop més arrogant i hostil cap a la resta de la tripulació, declarant que s'ha convertit en divinitat, fent complir els seus desitjos amb demostracions de poder telepàtica i telequinèsica.
L'oficial científic Spock arriba a creure que els membres de la tripulació "Valiant" podrien haver experimentat el mateix fenomen, i van destruir la seva nau per evitar que el poder s'estengués. Aconsella a Kirk que potser s'hauria de matar Mitchell abans que els seus poders es desenvolupin encara més, però Kirk no està d'acord amb ira, encara que accepta el suggeriment alternatiu de Spock d’abandonar Mitchell en una instal·lació d’extracció de liti completament automatitzada al remot planeta de Delta Vega. Un cop allà, el grup de desembarcament intenta confinar Mitchell, però els seus poders s'han tornat massa grans. Mata al navegant Lee Kelso fent-li garrotades telecinèticament i escapa noquejant a Kirk i Spock, portant-se amb ell a la Dra. Dehner, que ara ha desenvolupat els seus propis poders ESP.
Kirk segueix i apel·la a la humanitat de la Dra. Dehner per demanar ajuda. Abans que Mitchell pugui matar en Kirk, Dehner l'ataca utilitzant els seus poders i el debilita. Mitchell fereix mortalment a Dehner, però abans que pugui recuperar-se de l'esforç, Kirk utilitza un rifle fàser per crear un lliscament de roques, matant en Mitchell.
De tornada a l'Enterprise, Kirk fa una entrada de registre que tant Dehner com Mitchell van donar la seva vida "en compliment del seu deure". Explica a Spock que vol que l'expedient de servei del seu amic acabi positivament: "No va preguntar què li va passar".

## Repartiment i doblatge al català
La sèrie va ser doblada al català pels estudis Tecni-3 (primera part) i Diálogo (segona part) i emesa a TV3 l’any 1989. Els dobladors de l'episodi foren:
| Personatge                | Actor/actriu      | Veu en català                      |
| ------------------------- | ----------------- | ---------------------------------- |
| James T. Kirk             | William Shatner   | Jordi Boixaderas                   |
| Spock                     | Leonard Nimoy     | Isidre Sola i Llop                 |
| Montgomery Scott 'Scotty' | James Doohan      | Joan Carles Gustems Domènec Farell |
| Hikaru Sulu               | George Takei      | Jaume Nadal Enric Cusí             |
| Janice Rand               | Grace Lee Whitney | Mercè Arànega                      |
| Lt. Cmdr. Gary Mitchell   | Gary Lockwood     | Miquel Cors                        |
| Dra Elizabeth Dehner      | Sally Kellerman   | Maife Gil                          |
| Lt. Lee Kelso             | Paul Carr         | Sergio Zamora                      |
| Dr. Mark Pipper           | Paul Fix          | Alfred Lucchetti                   |

## Producció i càsting
El pilot original de Star Trek, "La gàbia", va ser rebutjat el febrer de 1965 pels executius de la NBC. L'espectacle els havia venut com un "Wagon Train a les estrelles", i van pensar que el primer pilot no coincidia amb el format d'aventura que els havien promès i era "massa cerebral" per al públic general. No obstant això, NBC, després d'haver estat persuadida per la direcció de Desilu (i segons es diu per la mateixa Lucille Ball), va mantenir un interès suficient en el format per demanar un segon episodi pilot el març de 1965.
Roddenberry va escriure dues històries, "La glòria d'Omega" i "Les dones d'en Mudd". Va escriure el teleplay per al primer i va donar el segon a Stephen Kandel. Roddenberry va demanar al seu veterà guionista Samuel Peeples que enviés idees per a un altre. A Peeples se li va ocórrer la premissa i el títol de l'episodi de "On no ha anat mai cap home" i se li va encarregar d'escriure'l. Roddenberry va reescriure el guió de Peeples diverses vegades i mentre gaudia treballant amb Roddenberry, després de veure el pilot, Peeples va preferir la seva versió original del guió. Hi va haver una mica de discussió sobre qui va idear el títol "On no ha anat mai cap home"; Peeples va declarar inequívocament que era una idea seva, i no de Roddenberry.
Kandel havia caigut malalt i el seu guió no estava acabat a temps; els altres dos es van presentar a la NBC per ser considerats. NBC va preferir "On no ha anat mai cap home" com a pilot. "Les dones d'en Mudd" es va fer més tard com el segon episodi de la producció regular, i "La glòria d'Omega" es va fer cap al final de la segona temporada.
El càsting va tenir lloc el juny de 1965. Jeffrey Hunter no estava disposat a repetir el seu paper de capità Christopher Pike. Lloyd Bridges i Jack Lord van ser considerats, però William Shatner va ser finalment escollit com a substitut de Pike, el capità James Kirk. El personatge de Número U, la segona dona al comandament, va ser abandonat per insistència de la cadena NBC, i l'oficial científic Spock va rebre el comportament poc emocional de Número U. NBC estava preocupat per l'aparença "satànica" de Leonard Nimoy i va pressionar perquè l'eliminés. Tal com va explicar Roddenberry més tard a les convencions, va sentir que tenia una posició de negociació prou forta com per salvar un personatge, però no tots dos. Roddenberry va continuar pensant que, si ho hagués fet al revés, no s'hauria pogut casar amb l'actor perdedor (Majel Hudec, que va canviar el seu cognom per Barrett i va tornar en el paper de Christine Chapel). Kirk, que es va convertir en "James T. Kirk" per a la sèrie principal, és "James R. Kirk" aquí, segons la làpida que Mitchell prepara per a ell al planeta.
A part del capità Kirk, l'episodi va presentar altres dos personatges habituals al programa: James Doohan, un amic del director James Goldstone, va ser elegit com a enginyer en cap Montgomery Scott (el nom escollit després que Doohan hagués provat diversos accents i hagués decidit que un enginyer hauria de ser escocès) i George Takei va ser elegit com el metge de la nau. Sulu es convertiria en el timoner de la sèrie regular. La tinent Uhura i el Dr. Leonard McCoy no apareixen; el metge de la nau és en canvi Mark Piper (Paul Fix), que va perdre el paper davant DeForest Kelley.
Gary Lockwood, com el tinent comandant Gary Mitchell, fou seleccionat en el paper principal de la sèrie anterior de Roddenberry a NBC, The Lieutenant; Sally Kellerman va ser elegida com a Dr. Elizabeth Dehner. Els dos actors necessitaven ulls de plata i es van demanar lents esclerals, que van ser produïdes pel fabricant expert de lents de contacte, John Roberts, que va laminar paper d'estany arrugat entre les capes de les lents esclerals que cobria tot l'ull. Aquestes, obsoletes als anys 60, podrien ser doloroses, potser perilloses per als ulls dels actors (les lents esclerals modernes poden "respirar" i són permeables a l'oxigen). Tot i que Kellerman podia inserir i treure les pròtesis fàcilment sense molèsties, Lockwood va trobar-les difícil de veure. Necessitava aixecar la cara i mirar pel nas per veure a través dels petits forats de la làmina. Va poder utilitzar-ho per millorar la seva actuació com el mutant Mitchell, la mirada inusual li donava un comportament arrogant i altiu.
Altres membres del repartiment foren Paul Carr com a Navigator Lee Kelso, Lloyd Haynes com a oficial de comunicacions Alden i Andrea Dromm com a contramestre Smith (Alden i Smith havien de ser habituals a la sèrie, però van ser substituïts per Uhura i Janice Rand, respectivament). el seu personatge seria identificat més tard com el tinent. Leslie.
Els vestits del primer pilot es van utilitzar a "On no ha anat mai cap home", amb l'excepció de les insígnies en dos aspectes, els contorns eren daurats en el primer pilot però negres en el segon, i els símbols de les insígnies d'enginyeria i ciències es van invertir per a la sèrie pròpiament dita. Uniformes i insígnies completament nous es donarien a conèixer quan la sèrie fos il·luminada en verd, amb els colors alterats i colls negres introduïts. La majoria dels conjunts d' Enterprise també es van reutilitzar de "La gàbia", mentre que Sickbay va ser l'únic conjunt important construït per a l'episodi. Igual que "La gàbia", l'episodi es va rodar als estudis Culver City de Desilu.
L'episodi va ser dirigit per James Goldstone. Va ser contractat principalment per obtenir la seva opinió sobre quin dels tres primers guions hauria de ser el segon pilot. Mentre que el seu millor amic Stephen Kandel va escriure "Les dones d'en Mudd", Goldstone va estar d'acord que "On no ha anat mai cap home" era l'opció correcta. Ernest Haller, que havia guanyat l'Oscar a l'Millor fotografia en color a la pel·lícula Allò que el vent s'endugué (1939), va ser director de fotografia de l'episodi. Havia sortit de la semi-jubilació per recomanació de Goldstone a l'últim minut, després que els intents de localitzar un càmera haguessin resultat problemàtics. Robert H. Justman va ser acreditat com a ajudant de direcció.
El rodatge va començar el 19 de juliol de 1965, uns quants dies més tard del previst inicialment Durant el rodatge d'aquest episodi, un niu de vespes a les bigues de l'estudi va ser d'alguna manera alterat, i molts membres del repartiment i equips van patir picades com a conseqüència. Com que això va passar un divendres, el descans del cap de setmana va permetre que la inflamació baixés; Shatner, però, va requerir maquillatge addicional per amagar les picades durant el rodatge el dilluns següent. El rodatge va acabar tard el 28 de juliol de 1965; el metratge final filmat va formar part de la baralla entre Kirk i Mitchell. Tot i que el calendari permetia set dies per rodar l'episodi, en necessitaven nou, que era l'estimació original de Justman. L'episodi va costar uns 300.000 dòlars, aproximadament la meitat dels diners gastats en fer "La gàbia".
En un especial de televisió de 1988, The Star Trek Saga: From One Generation to the Next, el creador de la sèrie Gene Roddenberry va dir que, igual que amb el primer pilot, aquest encara tenia molts elements de ciència-ficció. això, però almenys va acabar amb Kirk en una baralla a punys amb Mitchell i això és el que va vendre NBC de Star Trek.

## Versió original
La postproducció de l'episodi es va retardar per la participació de Roddenberry en un altre pilot, Police Story. La postproducció va acabar el gener de 1966 i l'episodi es va presentar a la NBC per a l'aprovació (que finalment va arribar el febrer de 1966). Aquesta versió original (número de producció 02a) es diferenciava del posterior tall final de l'emissió (número de producció 02b, emesa el 22 de setembre de 1966) perquè cadascun dels quatre actes tenia títols a la pantalla ("Acte I", "Acte II", etc.), així com un epíleg. També va incloure una narració inicial molt més llarga de Shatner. En alguns llocs es van utilitzar partitures musicals alternatives. En total, es van eliminar gairebé cinc minuts de metratge per adaptar-se al format de transmissió en xarxa de 50 minuts de la sèrie original per permetre anuncis. L'episodi en la seva versió original va ser vist pel públic abans de la versió emesa, després d'haver estat mostrat a la 24th World Science Fiction Convention a Cleveland, Ohio, el 3 de setembre de 1966, poc abans de l'estrena de Star Trek a NBC.
L'estudi no va conservar cap impressió d'aquesta versió original, i oficialment es va pensar que era perduda. El 2009, un col·leccionista de pel·lícules alemany en va descobrir una impressió i va cridar l'atenció de CBS/Paramount, que després el va llançar sota el títol "Where No Fan Has Gone Before" - The Restored, Unaired Alternate Pilot Episode com a part de la caixa de la temporada 3 de TOS en Blu-ray.

## Obres relacionades no canòniques
L'episodi va ser adaptat a una història curta per James Blish per a Star Trek 8, publicat per Bantam el 1972. També es va convertir el segon de la sèrie de fotonovel·la de Bantam, publicada el 1977.

### Llibres no canònics
La barrera galàctica s'associa més tard amb Q a la novel·la de 1994 Q-Squared de Peter David i a la trilogia de 1988 Star Trek: The Q Continuum de Greg Cox.
Gary Mitchell no apareix de nou al programa. Diversos llibres, com ara My Brother's Keeper de Michael Jan Friedman, Enterprise: The First Adventure de Vonda N. McIntyre, i Strangers from the Sky de Margaret Wander Bonanno, presenten el personatge en aventures ambientades abans dels esdeveniments de l'episodi. El llibre Star Trek: Vanguard del 2005 Harbinger està ambientat immediatament després dels esdeveniments de "On no ha anat mai cap home" i inclou un Kirk reflexionant sobre la mort del seu amic. El llibre de Friedman Stargazer "The Valiant" presenta dues persones que diuen descendir de la tripulació del Valiant.

### Mini-sèrie no canònica
Gary Mitchell (interpretat per Daamen J. Krall) apareix a la línia temporal alternativa representada a la minisèrie de 2006-2008 Star Trek: Of Gods and Men.

## Recepció
L'any 2013, la revista Wired va classificar aquest episodi com un dels deu episodis principals de la sèrie de televisió original. Noten línies famoses com la petició de compassió de Kirk i l'absència d’habituals de la sèrie com Dr. McCoy, Uhura i Chekov.
Zack Handlen de The A.V. Club va donar a l'episodi una qualificació "B+", descrivint-lo com "un episodi incòmode", però que "no està exempt dels seus encants".
El 2016, IGN va classificar "On no ha anat mai cap home" sisè en una llista dels deu capítols de sèries originals. També el van classificar com el 17è millor episodi de totes les sèries Star Trek.
El 2018, PopMatters va classificar aquest com el quart millor episodi de la sèrie original.

## Llançaments
"On no ha anat mai cap home" es va publicar al LaserDisc en format PAL al Regne Unit com a part de la col·lecció The Pilots, l'abril de 1996.' Això incloïa la versió en color de "La gàbia", " On no ha anat ningú abans", "Trobada a Farpoint", "Emissary" i "El guardià" amb un temps d'execució total de 379 minuts.